# Katajjaq

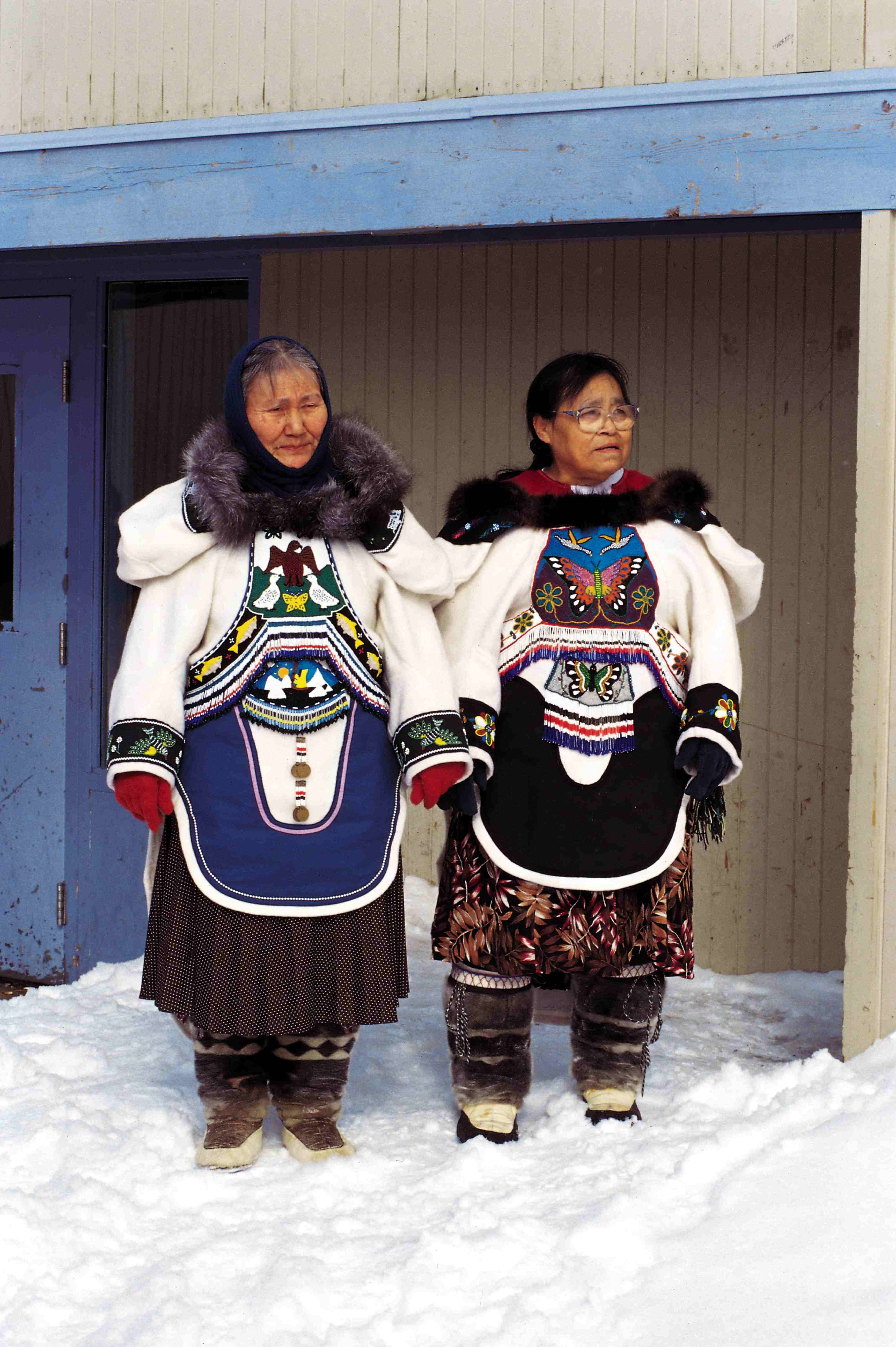
Practicantes del canto de garganta inuit.

El katajjaq o canto de garganta inuit es una práctica cultural típica de los pueblos inuit. Se caracteriza por ser un canto difónico y lúdico practicado generalmente por mujeres. Es además un juego ejecutado por dos mujeres en competición que se enfrentan cara a cara y tiene similitud con el rekuhkara de los Ainu en Japón.

## Terminología
Los primeros europeos que escucharon a los Inuit practicar el katajjaq identificaron a estos ruidos como cantos de garganta, cantos de jadeos o cantos guturales. Por su parte, los etnomusicologos Beverley Diamond y Nicole Beaudry han preferido utilizar los términos «juegos vocales» o «juegos de garganta» en sus publicaciones, para así poner énfasis en el aspecto lúdico y no en el musical. De hecho, los inuits no tienen una palabra equivalente a «música» y es la óptica cultural occidental la que ha generado confusión en cuanto al lugar real que ocupan los juegos de garganta dentro de la cultura Inuit. En realidad, la música inuit, tal como la entendemos, se basa esencialmente en las percusiones, mientras que los juegos de garganta son practicados en dúos y comportan una noción de competición con ganadores y perdedores.

### Declinaciones
Aunque los Inuit son un grupo étnico en sí, en el norte de Canadá existen diferentes subgrupos etnolingüísticos y, por lo tanto, varias formas de llamar al canto de garganta inuit:
- Iirngaaq  o Nipaquhiit – en algunas comunidades de Nunavut.[4]
- Piqqusiraarniq o Pirkusirtuk – en Igloolik y la Isla de Baffin.[4][5]
- Qiarvaaqtuq – en Arviat.[4]
- Katajjaq o Katadjak[5] – en Nunavik y al sur de Baffin.[4]

## Historia
El katajjaq se ha transmitido culturalmente de las viejas generaciones a las más nuevas sin dejar rastros escritos que ayuden a determinar el origen exacto de esta expresión. Sin embargo a princicipios del siglo XIX, a la llegada de los europeos a las zonas de caza de los por entonces nómadas inuit, la práctica ya hacía parte de la tradición nativa. La documentación del katajjaq comienza a realizarse con las descripciones hechas por exploradores como William Edward Parry en 1824. En principio el canto fue asociado a prácticas religiosas, principalmente por misioneros cristianos, que veían en él una forma de chamanismo o de animismo.
A principios del siglo XX y hasta los años setenta, por influencia de la Iglesia, la práctica del katajjaq fue prohibida. El fin de la prohibición dio paso a la creación de Festivales, al desarrollo de estudios antropológicos y a la aparición de mitos que ayudaron a dar un nuevo auge a esta tradición.

## Tradición

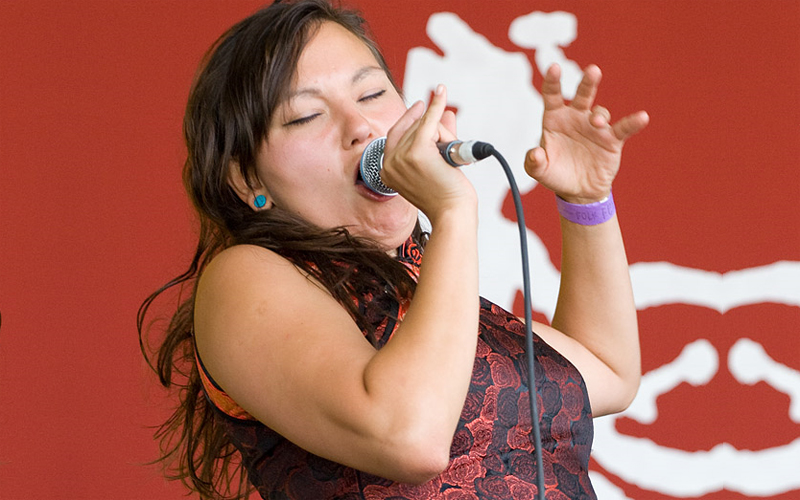
Tanya Tagaq Gillis en el Festival de Música Folk de Edmonton en 2007.

El katajjaq es generalmente un juego competitivo que se practica por dos mujeres que se enfrentan cara a cara y se sujetan por los hombros. El juego termina cuando una de las dos queda sin aliento o ríe. Aunque los cantos de garganta son sobre todo una actividad lúdica, las jugadoras son evaluadas según la calidad de los sonidos producidos y según su resistencia. En ocasiones, se aumenta el nivel de dificultad del juego haciendo que las competidoras se acuclillen y se levanten mientras ejecutan el canto -esto con el fin de que las participantes pierdan más rápido el aliento.
En la tradición inuit las mujeres practican el canto de garganta a lo largo de sus vidas, mientras que los jóvenes varones se unen rápidamente a los hombres adultos en las actividades de caza. En consecuencia, los varones que practican el katajjaq no logran alcanzar la prestación ni la experiencia que logran las mujeres.

## Reconocimiento
En enero de 2014, el Ministro de la Cultura y las Comunicaciones de Quebec, Maka Kotto, designó al canto de garganta de la región de Nunavik, el katajjaniq, como el primer bien cultural al que se distingue como patrimonio cultural e inmaterial de Quebec.